# اغتيال محمد بوضياف
اغتيل محمد بوضياف في 29 يونيو 1992 بعد أشهر من توليه رئاسة المجلس الأعلى للدولة، وزعت منشورات تبناها حزب الجبهة الإسلامية للإنقاذ المنحل ضدّ 3 أعضاء من المجلس الأعلى للدّولة، حيث ألصقوا بهم تهمة «الموالاة للماسونية» و«الدّفاع عن الفكر الصهيوني».
كان محمد بوضياف قد عاد إلى الجزائر من المغرب وترأس المجلس الأعلى للدولة، بعد استقالة الرئيس شاذلي بن جديد وحل الجبهة الإسلامية للإنقاذ عام 1992.
كانت الحرب ضد الجماعات الإسلامية قد قلّصت وشمّرت عن ساق واُستعمل فيها كل الأساليب الحربية الممنوعة من القتل ذبحا لسكان المداشر والقرى النائية نهاية في بعد إلى مجزرة بن طلحة، وعمليات التفجير التي تستهدف المنشئات الهامة ومقرات الأمن وشخصياته.
كان محمد بوضياف قد عمل برنامجا أو مخططا يلقي خطابات عبر جميع نواحي الوطن، وأثناء إلقائه خطابا بالمركز الثقافي بمدينة عنابة وبعد ترديد الرئيس بوضياف لعبارة: إن الإسلام يحث على العلم. لتنفجر قنبلة في المنصة الرئاسية وينتصب الملازم مبارك بومعرافي أمام الرئيس ويفرغ رصاصات رشاشه في جسد بوضياف ويرديه قتيلا في الساعة الواحدة زوالا من يوم التاسع والعشرين من يونيو 1992.

## من وراء اغتيال محمد بوضياف
وجهت أصابع الاتهام عند الرأي العام والخاص لعدة جهات معروفة عند وسائل الإعلام والصحافة الوطنية والعالمية فكل الناس يهمهم معرفة من قتل بوضياف. ويقولون من جاء به من المغرب هو من قتله (يعني الجيش) وهذا التفسير غير واقعي ولا يستند إلى دليل محسوس صحيح بومعرافي عضو في الجيش والجيش وقيادته فرحوا بمقدم محمد بوضياف لأنه قدم لهم إعانة كبيرة وليس للجيش أي فائدة في قتله، أي شخص حقيقة عنده نفوذ وعنده مسؤولية كبيرة يؤخذ هذا الأمر.
ومن جهة أخرى اُتُهِمت الجماعات الإسلامية حيث أنّ بومعرافي معروف بميوله إلى الجماعات الإسلامية وتعاطفه معها.
وهناك أقوال كثيرة في الشارع الجزائري لا داعي لذكرها لعدم استنادها لدليل ولعدم وجود مراجع لها.

## مقالات في نفس الموضوع
- اغتيال علي تونسي
- اغتيال قاصدي مرباح

## روابط خارجية
- فيديو نادر للحظة اغتيال الرئيس الجزائري على يوتيوب.
- اغتيال بوضياف (الجيش الوطني الشعبي)